# パウリーナ・ファン・オラニエ＝ナッサウ
パウリーナ・ファン・オラニエ＝ナッサウ（Paulina van Oranje-Nassau, 1800年3月1日 - 1806年12月22日）は、オラニエ公ウィレム6世（後のオランダ王ヴィレム1世）の長女。全名はウィルヘルミナ・フレデリカ・ルイーゼ・パウリーナ・シャルロッテ（Wilhelmina Frederika Louise Pauline Charlotte）で、Polly あるいは Pautje と呼ばれた。

## 生涯
パウリーネは1800年3月1日、オラニエ公子ウィレム（1802年にオラニエ公ウィレム6世となった）とその妃であったプロイセン王フリードリヒ・ヴィルヘルム2世の王女ウィルヘルミナの間に、第3子として父の亡命先であるベルリンで生まれた。名前はロシア皇帝パーヴェル1世にちなむ（パウリーナはパーヴェルのオランダ語翻訳パウルの女性形）。
1806年、フランス皇帝ナポレオン1世のドイツ侵攻を受けてケーニヒスベルク（現カリーニングラード）へ逃れる途中で病を得、12月22日にバート・フライエンヴァルデ（現ブランデンブルク州メルキッシュ＝オーダーラント郡）で死去した。遺体は1911年4月7日にデルフト市の新教会に改葬された。